# NHKニュース24
『NHKニュース24』（エヌエイチケイ・ニュース にじゅうよん）はNHK総合テレビジョンとNHKワールド・プレミアムで、2011年4月5日から2012年3月31日まで、火曜日から土曜日の未明0:00 - 0:15（JST）に放送されていた平日最終版のニュース番組である。

## 概要
- 午前4:15を1日の基点とした編成においての1日の定時枠ニュースの最終版である。2010年3月30日未明より出山知樹が担当する午前0時から15分間放送の『NHKニュース』を開始。2011年度は番組の構成を引き継ぎ、名称と担当アナウンサーを変更、『NHKニュース24』という番組名となった。
- 2010年度の「NHKニュース」タイトルロゴの下に「24」のロゴが新たに追加された点と、『NHK NEWS』の文字がプリントされた背景の透明スクリーンが取り外された。
- 番組進行は、5秒間のCGアニメのあと、ニュースを伝える。終盤にフラッシュニュース、気象予報士による気象情報、海外市況を放送。原則としてスポーツニュースは『Bizスポ』にて扱う。
- 当初は2011年3月29日未明から開始予定であったが、同年3月11日に発生した東日本大震災による特番編成のため、番組開始日が1週繰り下げられた。[2]初回から5月21日未明までは予定されていたスタジオの改装を遅らせたこともあり、通常の定時ニュースのセットから放送した。

## 出演者
- 坂本朋彦（メインキャスター） - 『ニュースウオッチ9』のフラッシュニュースコーナー、22:50の関東甲信越ローカルニュースを兼務。[3]
- 斉田季実治（気象予報士、2010年度から続投） - 『首都圏ニュース845』を兼務。[4]

## 関連番組
- NEWS WEB

## 資料
- NHK平成23年度番組編成表（1頁・総合テレビの項参照）[リンク切れ]

| NHK総合テレビジョン 平日最終版のNHKニュース（火曜 - 土曜の未明帯に放送） | NHK総合テレビジョン 平日最終版のNHKニュース（火曜 - 土曜の未明帯に放送） | NHK総合テレビジョン 平日最終版のNHKニュース（火曜 - 土曜の未明帯に放送） |
| 前番組                                                                   | 番組名                                                                   | 次番組                                                                   |
| ------------------------------------------------------------------------ | ------------------------------------------------------------------------ | ------------------------------------------------------------------------ |
| NHKニュース （2010年4月 - 2011年3月）                                    | NHKニュース24 （2011年4月 - 2012年3月）                                  | NEWS WEB 24 （2012年4月 - 2013年3月）                                    |
| NHK総合テレビジョン 火曜 - 土曜0:00 - 0:15枠                             |                                                                          |                                                                          |
| NHKニュース                                                              | NHKニュース24                                                            | NEWS WEB 24 ※0:00 - 0:25 【月曜 - 金曜23:30 - 24:00に改題・枠移動】      |